# Индийски панголин
Индийските панголини (Manis crassicaudata), също индийски люспеници, са вид средноголеми бозайници от семейство Панголинови (Manidae).
Разпространени са в по-голямата част от Южна Азия, но са редки в ареала си и са застрашен вид. Както останалите люспеници, имат характерни твърди защитни люспи, покриващи цялото им тяло. Достигат 51-75 cm дължина на тялото и 10-16 kg маса. Обитават различни гористи местности и се хранят главно с насекоми - бръмбари, хлебарки, термити, по-рядко с яйца.